# 海外オンライン旅行会社
海外オンライン旅行会社（かいがいオンラインりょこうがいしゃ）とは、日本国内で活動を行う旅行会社のうち、ホテルや航空機、ツアーなど旅行のオンライン予約に特化した業態の中で海外（日本国外）に事業拠点を持ち、日本の国内に事業拠点を持たない（またはほとんどない）事業者が運営するもの。別名海外OTA（オーティーエー、英: Online Travel Agent、外資OTA）。
海外オンライン旅行会社を利用する日本人へ、日本政府・国土交通省（観光庁）・JARO、JA、日本旅館協会から「日本の旅行業法登録企業」か否かの確認や注意喚起がされている。

## 利用の注意点
日本の観光庁はTrip.comの空販売問題を受けて、問題行為を行っている海外OTAの利用に注意喚起した。
日本での旅行業登録が無いことで、日本から使えるオンライン旅行会社には下記の注意が必要である。取消料の高さ、「事前払い・返金不可」、トラブル時に苦情の解決のための相談窓口がなかったり、カスタマーセンターの質が悪い、裁判や倒産時に旅行会社の事業国の裁判所と法律に従う必要性、日本の旅行業法で規定された営業保証金制度、弁済業務保証金制度による弁済不可などの注意点がある。墨田区は増加しているトラブルの一つに海外OTAをあげている。観光庁未登録・旅行業法の適用対象外の企業とのトラブル発生時に日本の法律に基づいた交渉が困難なこと、電話を含む日本語での対応も難しいことを背景にあげている。

## 著名な海外OTA一覧
日本国内OTAの中では、じゃらん.netと楽天トラベルの市場シェアが高いものの、海外OTAを含めるとBooking HD（ブッキング・ホールディングス）とExpedia.inc（エクスペディア）の2社が世界のOTA市場において多くのシェアを占めている。Booking HDの構成企業では、priceline.comが北米、booking.comがヨーロッパ、Agodaか東南アジアの市場を主に占めている。他にも中国最大のOTATrip.com(トリップドットコム。旧 Ctrip）、インド最大のOTAMakeMyTrip(メイクマイトリップ)、ドイツ本社で世界最大級の体験アクティビティ専門のOTA　GetYourGuide(ゲットユアガイド)がある。